# WWW Wanderer
World Wide Web Wanderer — w skrócie nazywany Wanderer, robot indeksujący napisany w języku Perl, uważany za prekursora przeszukiwania WWW. Wanderer był prawdopodobnie pierwszym robotem internetowym, a dzięki swojemu indeksowi miał potencjał, aby stać się wyszukiwarką WWW ogólnego przeznaczenia. Najważniejszą jego cechą było wykorzystanie hipertekstowości. Został opracowany w Massachusetts Institute of Technology przez Matthew Graya, w 1993 r. Robot po raz pierwszy został wykorzystany w czerwcu 1993 r. w celu zmierzenia rozmiaru sieci WWW. Zaindeksował wtedy 210 tys. dokumentów na 100 stronach.  Robot internetowy z Wanderera został wykorzystany do wygenerowania indeksu o nazwie Wandex. W 1993 r. w rozmiar całej sieci Internet szacowany był na 623 strony internetowe, więc Wandex miał znacznie mniej pracy niż nowoczesne wyszukiwarki. Ze względu na tak skromną skalę, do kompilowania indeksów i dostarczania wyników nie były potrzebne ani potężne serwery z wielopoziomowym klastrowaniem, ani złożona funkcjonalność algorytmów wyszukiwania czy algrytmy optymalizujące a system sam w sobie dostarczał tylko prostych wyników wyszukiwania informujących o obecności słowa w dokumencie — bez klasyfikacji jakościowej wyników. Wanderer śledził rozwój sieci do końca 1997 r.